# Gâdinți
Gâdinți is een Roemeense gemeente in het district Neamț.
Gâdinți telt 2621 inwoners.